# Sabrina - Vacanze romane
Sabrina - Vacanze romane (Sabrina Goes to Rome) è un film per la televisione del 1998 diretto da Tibor Takács, secondo della serie Sabrina, vita da strega. Trasmesso negli Stati Uniti il 4 ottobre 1998 dal canale ABC, in Italia è andato in onda in prima visione su Italia Uno il 23 ottobre 2000.
Poiché l'intero film è stato girato in location a Roma, nessuna scena è ambientata sul set originale della serie televisiva, e soltanto due personaggi della stessa, Sabrina Spellman e Salem, interpretati rispettivamente da Melissa Joan Hart e Nick Bakay, sono presenti nel film. Appare invece per la prima volta il personaggio di Gwen (interpretata da Tara Strong), una strega pasticciona che Sabrina conosce durante il suo soggiorno italiano. 
In seguito al successo ottenuto con questo secondo capitolo, la produzione girò un terzo ed ultimo film, Sabrina nell'isola delle sirene, ambientato in Australia e con protagonisti sempre Sabrina, Salem e Gwen.

## Trama
La storia si basa sulle avventure della giovane strega Sabrina Spellman, anche se tutti e 3 i film sono totalmente indipendenti dalla serie televisiva. La storia ha inizio quando Sabrina decide di recarsi nell'incantevole Roma per trovare la zia perduta Sophia. Il padre le diede un medaglione che si sarebbe aperto solo se lei l'avesse trovata. Ospitata dalla Signora Guadagno, incontra una giovane ragazza di nome Gwen (Tara Strong) che sospetta molto dei comportamenti strani di Sabrina. Alla fine si scopre che anche lei è una strega e che possiede una cavia parlante come Salem. Dopo aver girato per vari luoghi della città italiana, Sabrina incontra alla Fontana di Trevi un bel ragazzo di nome Paul, del quale presto s'innamorerà. Mentre si trovano in un museo in cerca di un dipinto di Sophia, Sabrina viene sorpresa da Paul e dall'amico Travis a usare la magia dopo aver combinato un pasticcio con una statua diventata umana. I due, credendosi pazzi, cercano a tutti i costi di avere delle prove ma ne escono sempre vinti. Paul allora cerca di fare amicizia con lei e di conoscerla un po' meglio, così decide di aiutarla a trovare il dipinto.
Sabrina riesce a trovare il quadro in cui è ritratta la zia, che è molto simile a lei come aspetto, e decide d'intrufolarsi in quel quadro per tornare indietro nel tempo ed avvisarla che il suo fidanzato molto presto la tradirà rivelando a tutti che lei è una strega. Sophia sorprende Roberto (il fidanzato) a rivelare il suo segreto e, siccome ogni qualvolta una strega rivela a un mortale di esserlo, deve trasformarlo in un cumulo di pietra per sempre; lei invece decide di rinunciare ai suoi poteri pur di poter vivere con lui rimanendo intrappolata nel medaglione. Durante questo momento Sabrina affronta vari combattimenti e alla fine riesce ad uscirne, ma senza successo. Gwen, come sempre, combina disastri con la magia cercando di avvicinare di più a lei il ragazzo che le piace, Alberto, ma invece lo trasforma in un piccione, che riesce a scoprire i piani di Paul e Travis riguardo all'imbroglio verso Sabrina per scoprire il suo segreto.
Sabrina svela il suo segreto a Paul e dimostrandoglielo lo avvisa di non dirlo a nessuno ma Alberto, tornato uomo, avvisa Sabrina che l'aveva tradita. Nel frattempo Travis ha filmato tutto con una videocamera ed è molto contento poiché in quel modo avrebbe guadagnato un mucchio di denaro. Paul non è molto contento, infatti teneva ancora molto a Sabrina. Sabrina è incerta su ciò che deve fare, ma poi decide di scegliere l'amore invece della magia. Paul ci ripensa e decide di distruggere il filmato tornando da Sabrina a rivelarle che in realtà era pazzamente innamorato di lei. Il medaglione di Sabrina alla fine si illumina e ne esce Sophia, che la ringrazia dicendole di aver fatto la cosa giusta e cioè aver seguito il suo cuore.

## Musica
- La canzone iniziale del film, Sky Fits Heaven, è cantata da Madonna.

## Curiosità
- Sabrina - Vacanze Romane è incluso nell'edizione DVD originale della 7ª stagione di Sabrina, vita da strega.